# József Gelei
József Gelei (ur. 28 czerwca 1938 w Kunmadaras) – piłkarz węgierski grający na pozycji bramkarza. W swojej karierze rozegrał 11 meczów w reprezentacji Węgier.

## Kariera klubowa
Karierę piłkarską Gelei rozpoczynał w klubie MTK Budapeszt. Trenował również w zespole Beloiannisz, a w 1957 roku wrócił do MTK. W sezonie 1957/1958 zadebiutował w nim w pierwszej lidze węgierskiej. W MTK grał do 1961 roku, a następnie odszedł do Vasasu Budapeszt. W sezonie 1961/1962 wywalczył mistrzostwo Węgier oraz zdobył Puchar Mitropa. Latem 1962 przeszedł z Vasasu do Tatabánya Banyasz, której barw bronił do końca swojej kariery, czyli do 1967 roku.

## Kariera reprezentacyjna
W reprezentacji Węgier Gelei zadebiutował 5 maja 1965 roku w przegranym :1 towarzyskim spotkaniu z Anglią. W 1966 roku został powołany do kadry na Mistrzostwa Świata w Anglii. Tam był pierwszym bramkarzem i rozegrał 3 mecze: z Brazylią (3:1), z Bułgarią (3:1) i ćwierćfinale ze Związkiem Radzieckim (1:2). Od 1965 do 1966 roku rozegrał w kadrze narodowej 11 meczów. Wcześniej w 1964 roku Gelei był rezerwowym bramkarzem Węgier podczas Euro 64, na których Węgrzy zajęli 3. miejsce.
W 1964 roku Gelei zdobył złoty medal na Igrzyskach Olimpijskich w Tokio.
| Mecze i gole w reprezentacji | Mecze i gole w reprezentacji | Mecze i gole w reprezentacji | Mecze i gole w reprezentacji | Mecze i gole w reprezentacji | Mecze i gole w reprezentacji | Mecze i gole w reprezentacji |
| #                            | Data                         | Stadion                      | Rywal                        | Wynik                        | Gol                          | Rozgrywki                    |
| 1965                         | 1965                         | 1965                         | 1965                         | 1965                         | 1965                         | 1965                         |
| ---------------------------- | ---------------------------- | ---------------------------- | ---------------------------- | ---------------------------- | ---------------------------- | ---------------------------- |
| 1.                           | 05.05.1965                   | Londyn, Anglia               | Anglia                       | 0:1                          | 0                            | towarzyski                   |
| 2.                           | 23.05.1965                   | Lipsk, NRD                   | NRD                          | 1:1                          | 0                            | el. MŚ 1966                  |
| 3.                           | 13.06.1965                   | Wiedeń, Austria              | Austria                      | 1:0                          | 0                            | el. MŚ 1966                  |
| 4.                           | 27.06.1965                   | Budapeszt, Węgry             | Włochy                       | 2:1                          | 0                            | towarzyski                   |
| 5.                           | 05.09.1965                   | Budapeszt, Węgry             | Austria                      | 3:0                          | 0                            | el. MŚ 1966                  |
| 6.                           | 09.10.1965                   | Budapeszt, Węgry             | NRD                          | 3:2                          | 0                            | el. MŚ 1966                  |
| 1966                         |                              |                              |                              |                              |                              |                              |
| 7.                           | 08.05.1966                   | Zagrzeb, Jugosławia          | Jugosławia                   | 0:2                          | 0                            | towarzyski                   |
| 8.                           | 15.07.1966                   | Liverpool, Anglia            | Brazylia                     | 3:1                          | 0                            | MŚ 1966                      |
| 9.                           | 20.07.1966                   | Manchester, Anglia           | Bułgaria                     | 3:1                          | 0                            | MŚ 1966                      |
| 10.                          | 23.07.1966                   | Sunderland, Anglia           | ZSRR                         | 1:2                          | 0                            | MŚ 1966                      |
| 11.                          | 30.10.1966                   | Budapeszt, Węgry             | Austria                      | 3:1                          | 0                            | towarzyski                   |

## Kariera trenerska
Po zakończeniu kariery piłkarskiej Gelei został trenerem. Prowadził takie kluby jak: Tatabánya Banyasz, Szolnoki MTE, australijski St George Budapest, Szolnoki MÁV MTE, Csepel SC, omańskie Muscat Club i Al-Nasr Salalah, Pécsi MFC oraz egipski El-Ittihad. W latach 1990–1991 był selekcjonerem reprezentacji Indii.